# Start Łódź (piłka siatkowa)
SKS Start Łódź – polska kobieca drużyna siatkarska będąca sekcją klubu sportowego Start Łódź. Jedna z najbardziej utytułowanych polskich drużyn w historii żeńskiej siatkówki - pięciokrotny mistrz Polski, sześciokrotny zdobywca Pucharu Polski oraz medalista Pucharu Europy Mistrzów Krajowych i Pucharu Zdobywców Pucharów. Obecnie zespół występuje w III lidze.

## Historia
Spółdzielczy Klub Sportowy Start Łódź powstał w 1953 roku. W 1954 roku zespół występował w klasie B. Sezon później zespół grał już w klasie A i zajmując 2. miejsce w rozgrywkach eliminacyjnym awansował do I ligi. Sukcesy zespołu były nierozerwalnie związane z osobą Andrzeja Chmielnickiego, którego wspomagał Andrzej Kaźmierczak. 
Swój pierwszy mistrzowski tytuł Start zdobył w 1968 roku w składzie: 
```
Barbara Hermel-Niemczyk
, Hanna Sojczuk, Janina Pluta, Alicja Serwa, Barbara Jaworska, Maria Chrzanowska-Latek, 
Krystyna Majchrowicz
, Mirosława Buda, Renata Burzyńska, Elżbieta Kaźmierczak, Aleksandra Kazibut, Zdzisława Pijanowska i Jolanta Głowacka
[
3
]
.
```

W tym samym roku dwie reprezentantki klubu, Barbara Hermel-Niemczyk i Lidia Chmielnicka-Żmuda (przeszła z AZS-AWF Warszawa) wystąpiły na Igrzyskach Olimpijskich w Meksyku, gdzie zdobyły brązowe medale wraz z reprezentacją Polski. 
W kolejnych latach w drużynie występowały także m.in.: Alicja Jaworska i Alicja Sołtysiak, późniejsza mama koszykarza Marcina Gortata.
i Zdzisława Pijanowska. Dwie pierwsze wystąpiły na Igrzyskach Olimpijskich w Meksyku, zdobywając z reprezentacją Polski brązowy medal.

## Sukcesy
- Mistrzostwa Polski:
  -  1. miejsce (5): 1968, 1971, 1972, 1973, 1977
  -  2. miejsce (4): 1970, 1974, 1978, 1980
  -  3. miejsce (5): 1966, 1967, 1969, 1976, 1979
- Puchar Polski:
  -  Zdobywca (6): 1970, 1971, 1972, 1974, 1978, 1983
  -  Finalista (2): 1975, 1979
  -  3. miejsce (2): 1961, 1981
- Puchar Europy Mistrzów Krajowych:
  -  3. miejsce (2): 1973, 1978
  - 4. miejsce (1): 1972
- Puchar Europy Zdobywczyń Pucharów:
  -  3. miejsce (1): 1979